# André d'Albon (1760-1834)
Pour les articles homonymes, voir Albon (homonymie).
André d'Albon (15 mai 1760, Lyon - 28 septembre 1834, château d'Avauges, Saint-Romain-de-Popey), est un aristocrate, portant le titre de comte d'Albon, puis marquis d'Albon, militaire et homme politique français.

## Biographie

### Origines
André-Suzanne d'Albon naît le 15 mai 1760, à Lyon, dans la Généralité de Lyon. Il appartient à la branche des Albon de Saint-Forgeux. Il est le fils du comte Camille-Alexis-Eléonore-Marie d'Albon, héritier de la seigneurie d'Yvetot en Normandie. Il a un frère. Claude-Camille-François d'Albon.
Il est le descendant du maréchal de Saint-André.

### Carrière d'officier
Il suit, dès son jeune âge, la carrière des armes, et obtient, à 17 ans, une compagnie de cuirassiers. À l'époque de l'émigration en 1791, il est un des premiers qui passent à Coblentz, où il obtient le grade de mestre-de-camp de cavalerie et contribue de ses deniers à la formation du corps des hommes d'arme à cheval. Nommé premier lieutenant d'une des compagnies que commande le comte d'Artois, il fait avec elle la campagne de 1792. 
Après le licenciement de l'armée des princes, il entre au service de la Hollande, et contribue en 1793 à la défense de Maastricht. La même année, il se rendit à Berne et sollicita vainement des cantons suisses du renfort contre l'armée républicaine qui assiégeait Lyon. Enfin en 1794, il passe au service de l'Angleterre, dans le régiment à cocarde blanche que commandait le marquis d'Autichamp.

### Ralliement à l'Empire
Après le 18 brumaire, le comte d'Albon doit aux relations de son frère avec Bonaparte, et à la part que ce frère avait prise, comme officier, au coup d'État, d'être rayé de la liste des émigrés.
Il revient alors à Lyon, où il épouse, en 1803, Mlle de Viennois, fille du marquis du Viennois et dernière du nom. Elle apporte la terre et le château de Septème aux Albon.
Il est en retraite jusqu'en 1813. Il devient maire de Saint-Romain-de-Popey de 1808 à 1813, puis à nouveau de 1821 à 1830.
À cette époque, il le nommé, malgré son appartenance au parti royaliste, par décret impérial, maire de Lyon, le 25 mars 1813. Il occupe ce poste, lorsque, par la retraite d'Augereau, Lyon fut livrée aux alliés. Il reçoit, à cette occasion, de l'empereur d'Autriche, le cordon de commandant de l'ordre impérial de Léopold. Il quitte ses fonctions le 6 décembre 1814.

### Restauration
Il accueille avec enthousiasme le retour des Bourbons, et adresse à Louis XVIII une harangue qui débutait ainsi : « C'est avec un attendrissement religieux, sire, que la ville de Lyon, après tant d'infortunes, voit le fils de Saint Louis rendu aux vœux des Français, au trône de ses ancêtres » - et prend, comme maire, un arrêté qui défend l'étalage des portraits de Napoléon et de sa famille. Ce zèle est jugé imprudent par le gouvernement lui-même, qui le destitue. Pendant les Cent-Jours, Napoléon fait lancer contre lui un mandat d'arrêt, auquel il échappe.
Après le second retour du roi, le 22 août 1815, il est élu député par le département du Rhône. Il vote constamment avec la majorité « ultra-royaliste » ; appuie la mesure qui bannissait à jamais du royaume les conventionnels ayant voté la mort de Louis XVI, et exprime là-dessus son opinion en ces termes : « Les régicides seront bannis de France à perpétuité ; une peine convenable sera infligée à ceux qui enfreindraient leur ban, et leurs biens serviront aux frais de la guerre. » Ce vœu ne est adopté qu'en partie par la Chambre introuvable ; celle-ci ayant été dissoute le 5 septembre 1816, d'Albon n'est pas réélu.
Mais à l'avènement de Charles X, il est nommé commandeur de l'ordre de Saint-Louis.
En 1820, il est créé marquis. Le 5 novembre 1827, le roi le met en tête de la liste des 76 pairs que Villèle introduisit dans la Chambre haute. Il siège à l'extrême-droite, et soutient les ministères Villèle et Polignac. Après les journées de Juillet 1830, il cesse de figurer sur la liste de la pairie.
André-Suzanne d'Albon meurt le 28 septembre 1834, dans sa propriété d'Avauges, à Saint-Romain-de-Popey, dans le département du Rhône.

## Famille
André-Suzanne épouse, le 26 mars 1803, Marie-Thérèse-Alexandrine-Émilie de Viennois, dont sont issus, dont :
- Guigues-Louis-Alexandre-François-Léon (1806-1866), comte d'Albon, maire de Septème, auditeur au Conseil d'État, ∞ Joséphine Imbert de Balorre (1814-1878), dont postérité[4].
- Abel Christophe Raoul (1809 - 1879), marquis de Saint-Forgeux, officier, ∞ (1861) Suzanne Joséphine Marie Gabrielle d'Albon (1834-1883), sa nièce.

## Distinctions
- Commandeur de l'Ordre royal et militaire de Saint-Louis

## Postérité
La place d'Albon, dans le 1er arrondissement de Lyon, est nommée en son honneur. Le toponyme, attesté vers 1812, se situe sur quartier dans lequel la famille possèdait plusieurs de maisons.

### Sources
- « André d'Albon (1760-1834) », dans Adolphe Robert et Gaston Cougny, Dictionnaire des parlementaires français, Edgar Bourloton, 1889-1891 [détail de l’édition]